# Paratendipes duplicatus
Paratendipes duplicatus är en tvåvingeart som först beskrevs av Oskar Augustus Johannsen 1937.  Paratendipes duplicatus ingår i släktet Paratendipes och familjen fjädermyggor. Inga underarter finns listade i Catalogue of Life.